# Manduca johanni
Manduca johanni är en fjärilsart som beskrevs av Cary. 1958. Manduca johanni ingår i släktet Manduca och familjen svärmare. Inga underarter finns listade i Catalogue of Life.